# Lista grupelor montane ce formează Madrean Sky Islands
Această pagină este o listă, incompletă (mai ales referitoare la grupele montane de tipul sky islands ce se găsesc în statul Chihuahua), care conține grupele montane care aparțin ecosistemului și grupului special de munții numiți Madrean Sky Islands, care se găsesc răspândiți pe teritoriile a patru state federale, două ale Statelor Unite ale Americii, Arizona și New Mexico, la nord, respectiv două ale Mexicului, Chihuahua și Sonora, la sud.   

## Madrean Sky Islands

### Arizona
1. Munții Baboquivari
2. Munții Catalina
3. Munții Dragoon
4. Munții Little Dragoon
5. Munții Dos Cabezos
6. Munții Galiuro
7. Munții Huachuca
8. Munții Mule
9. Munții Quinlan
10. Munții Pajarita
11. Munții Patagonia
12. Munții Pinaleños
13. Munții Rincon
14. Munții Little Rincon
15. Munții Santa Rita
16. Munții Santa Teresa
17. Munții Sierrita
18. Munții Tumacacori
19. Munții Whetstone
20. Munții Wincester

### Chihuahua
1. Munții Sierra Madre Occidental

### New Mexico
1. Munții Alamo Hueco
2. Munții Animas
3. Munții Chiricahua
4. Munții Big Hachet
5. Munții Little Hachet
6. Munții Peloncillo
7. Munții Pyramid

### Sonora
1. Munții Aconci
2. Munții Ajos
3. Munții Azul
4. Munții Huachinera
5. Munții Oposura
6. Munții Pulpito
7. Munții Purica
8. Munții San Antonio
9. Munții San Jose
10. Munții San Luis
11. Munții Sierra Cubita
12. Munții Sierra de Pinitos
13. Munții Sierra Manzanal
14. Munții Tigres